# 가르시아 5세
가르시아 5세(Garcia V, 1763년 1월 18일 ~ 1830년 1월 31일)는 19세기 시대 콩고 왕국의 마니콩고였다.

## 생애
앙리크 2세(Henrique II)의 서자(庶子)로 출생한 그는 1795년에 부왕(父王)으로부터 왕태자 책봉되어 1802년부터 이듬해 1803년까지 부왕 앙리크 2세의 대리청정을 전담하다가 1803년 부왕이 서거하자 콩고 왕국 군왕으로 보위에 올라 1830년 67세로 붕어할 때까지 콩고 왕국 군왕으로 재위하였으며 치세 와중에 그는 1825년부터 1830년 1월 29일까지 서출 아들 앙드레 왕태자에게 대리청정을 부여하였고 1830년 1월 29일 서자 앙드레 왕태자에게 보위를 선위하여 퇴위 후 상왕(上王)으로 전향한지 불과 2일째 되던 1830년 1월 31일을 기하여 훙서(서거)하였다.